# Windows Imaging Component
Il Windows Imaging Component (WIC) è un Component Object Model codec quadro introdotto in Windows Vista e Windows XP Service Pack 3 per lavorare con e l'elaborazione di immagini digitali e file di metadati. Esso consente alle applicazioni che supportano il quadro per ottenere automaticamente il supporto dei codec installati per formati di file grafici.
È simile a DirectShow, o ACM/VCM, nel senso che può essere estesa utilizzando i codec di immagine e in grado di supportare formati di terze parti grafiche su un livello di sistema. Inoltre, Windows Presentation Foundation applicazioni automaticamente anche supportare i codec installati immagine. Codec per RAW formati di immagini usate dalle macchine fotografiche professionali digitali di fascia alta sono supportati anche in questo modo.
WIC consente agli sviluppatori di applicazioni per eseguire le operazioni di elaborazione delle immagini in qualsiasi formato immagine attraverso un unico insieme di comuni API, senza la necessità di una preventiva conoscenza delle disposizioni di immagine specifici. Scrivendo un codec una volta per WIC, gli sviluppatori possono ottenere a livello di sistema il supporto per tale formato di file grafico in tutte le applicazioni che utilizzano WIC, .NET Framework 3.x o WPF.

## Caratteristiche
Windows Imaging Component fornisce un'architettura estendibile per i codec, formati di immagine, pixel e metadati, con cambio automatico in fase di esecuzione scoperta di nuovi formati. Esso supporta la lettura e la scrittura dei metadati arbitrari in file immagine, con la possibilità di conservare i metadati non riconosciuti durante l'editing. Mentre si lavora con le immagini, conserva alta profondità di bit dati di immagine, fino a 32 bit per canale, in tutto il rinnovato high dynamic range pipeline di elaborazione delle immagini integrato in Windows Vista.
Windows Imaging Component supporta Color System di Windows, l'ICC V4 compatibile con la tecnologia di gestione del colore in Windows Vista.

### Codec
Per impostazione predefinita, Windows Vista navi con il JPEG, TIFF, GIF, PNG, BMP e HD Photo encoder e codec decoder, e un ICO decoder. Inoltre, a partire dal 2009, alcuni produttori di fotocamera e 3 ° parti hanno rilasciato i codec WIC delle specialità formati immagine raw, consentendo Mac-like supporto delle immagini RAW per Windows 7 e Vista. Nel luglio 2011, questo è stato esteso in modo significativo dalla stessa Microsoft, fornendo un pacchetto separato Codec per la maggior parte attuali fotocamere digitali.

### Metadata
WIC supporta Exchangeable Image File (xif), PNG metadati testuali, file di directory con l'immagine (IFD), IPTC Information Model Interchange (IPTC), e Extensible Metadata Platform (XMP) formati. Inoltre, WIC include un framework estendibile per supportare implementazioni di terze parti metadati.
Supporto per il formato metadati sono per-codec. Ad esempio, il nativo JPEG codec supporta XMP, ma il nativo GIF e PNG codec non lo fanno.

## Utilizzo

### WIC nei prodotti Microsoft
In Windows Vista: Windows Explorer, Windows Photo Gallery e Windows Live Photo Gallery Viewer si basano su Windows Imaging Component e possono quindi visualizzare / organizzare le immagini in qualsiasi formato per il quale sono installati i codec WIC.
A partire da Windows 7, Windows Media Center (disponibile in Windows 7 Home Premium o superiore) è WIC-enabled. La libreria grafica GDI +, usato da molti l'applicazione nativa e sotto. NET 2 di System.Drawing, è costruito sulla base di WIC, anche se GDI + non carica codec 3rd-party o esterno. Lo stack WIC stesso ha subito una profonda revisione ed ora è libera filettata, e quindi sono tutti i codec built-in ed esterna spedizione con il sistema operativo. Essere liberi filettato è anche un requisito per i nuovi codec di targeting Windows 7.
Microsoft Office 2010 può importare immagini di formati non standard tramite i codec WIC.
WIC è disponibile anche per Windows XP come download standalone o come parte di .NET Framework 3.0. A PowerToy per Windows XP da Microsoft, noto come Info foto, che consente la visualizzazione e la modifica dei metadati immagine da Esplora risorse di Windows, utilizza anche WIC.
Microsoft Expression Design 's capacità di importazione e di esportazione sono interamente sulla base di WIC xpression Media Service Pack 1 e versioni successive supporta anche altri formati RAW delle fotocamere e HD Photo con WIC.

### Supporto di terze parti
A partire dal 2007, alcune applicazioni di terze parti di imaging (editor di immagini, organizzatori di immagini e visualizzatori immagini) utilizzare WIC.
FastPictureViewer, un semplice indipendente di terze parti visualizzatore di immagini, supporta i formati immagine standard con HD Photo e formati RAW (NRW, NEF, CR2, DNG) con WIC. L'importazione sperimentale WIC plug-in per Adobe Photoshop si possono trovare anche sul sito web di FastPictureViewer.
A partire dalla versione 3.6.0.76 IMatch supporta anche WIC.

### Download di codec aggiuntivi
- Ardfry Imaging WIC codec for Adobe DNG format, 64-bit NEF and CR2 codecs, su ardfry.com.
- Adobe's WIC codec for DNG, su labs.adobe.com. URL consultato il 10 ottobre 2012 (archiviato dall'url originale il 20 settembre 2012).
- Canon RAW codec for WIC, su usa.canon.com. URL consultato il 10 ottobre 2012 (archiviato dall'url originale il 10 luglio 2010).
- Nikon RAW codec for WIC, su nikonimglib.com.
- Sony RAW codec for WIC, su support.d-imaging.sony.co.jp.
- Olympus RAW codec for WIC, su olympus.co.jp. URL consultato il 10 ottobre 2012 (archiviato dall'url originale il 24 ottobre 2012).
- Pentax RAW codec EXE
- WIC codec for DjVu
- JPEG 2000 WIC Decoder, su dev.caminova.jp. URL consultato il 10 ottobre 2012 (archiviato dall'url originale il 20 febbraio 2011).
- WebP Codec for Windows, su developers.google.com (archiviato dall'url originale il 3 luglio 2013).
- FastPictureViewer Codec Pack (32 and 64-bit) Supports raw formats from Adobe, Canon, Epson, Fuji, Hasselblad, Kodak, Leica, Mamiya, Minolta, Nikon, Olympus, Panasonic, Pentax, Sigma, Sinar and Sony, plus the Rawzor compressed raw format and raster formats such as Photoshop PSD, Radiance HDR, OpenEXR, DirectX DDS, Targa (TGA), PNM/PPM/PGM/PBM, JPEG 2000 and the .LRPrev/.NoIndex preview cache format used by Adobe Lightroom.